# Reichstagswahlkreis Königreich Sachsen 20

Die Wahlkreisaufteilung des Deutschen Reichs.

Der Reichstagswahlkreis Königreich Sachsen 20 (in der reichsweiten Durchnummerierung auch Reichstagswahlkreis 304; auch Reichstagswahlkreis Sayda–Marienberg genannt) war der zwanzigste Reichstagswahlkreis für das Königreich Sachsen für die Reichstagswahlen im Deutschen Reich und im Norddeutschen Bund von 1867 bis 1918.

## Wahlkreiszuschnitt
Der Wahlkreis umfasste die Amtshauptmannschaft Marienberg ohne die Gemeinde Satzung; Amtsgerichtsbezirk Ehrenfriedersdorf ohne die Gemeinde Geyer und Gemeinde Neundorf mit Gutsbezirk der Amtshauptmannschaft Annaberg; Gemeinde Kemtau der Amtshauptmannschaft Chemnitz; Amtsgerichtsbezirk Zschopau der Amtshauptmannschaft Flöha; Amtsgerichtsbezirke Sayda und Olbernhau der Amtshauptmannschaft Freiberg.
Dies entsprach ursprünglich den Gerichtsamtsbezirken Ehrenfriedersdorf, Wolkenstein, Zschopau, Lengefeld, Sayda, Zöblitz und Marienberg.
| Jahr | Einwohner |
| ---- | --------- |
| 1890 | 123.065   |
| 1895 | 123.961   |
| 1900 | 126.862   |
| 1905 | 131.091   |
| 1910 | 133.112   |

|      | Landwirtschaft | Industrie und Gewerbe | Handel und Dienstleistungen |
| ---- | -------------- | --------------------- | --------------------------- |
| 1895 | 25,3           | 59,4                  | 15,3                        |
| 1907 | 18,3           | 66,5                  | 15,2                        |

|      | Evangelisch | Katholisch |
| ---- | ----------- | ---------- |
| 1890 | 98,8        | 0,9        |
| 1905 | 98,2        | 1,5        |
| 1910 | 98,3        | 1,3        |

## Abgeordnete
| Wahl                                        | Abgeordneter             | Partei            | Bild |
| ------------------------------------------- | ------------------------ | ----------------- | ---- |
| Reichstagswahl Februar 1867 bis August 1867 | Eli Evans                | DFP               | 0    |
| Reichstagswahl August 1867 bis 1871         | Georg Curt von Einsiedel | FKV               |      |
| Reichstagswahl 1871 bis 1878                | Eduard Brockhaus         | NLP               |      |
| Reichstagswahl 1878 bis 1881                | Philipp Wiemer           | SAP               | 0    |
| Reichstagswahl 1881 bis 1884                | Albin Kutschbach         | LV                |      |
| Reichstagswahl 1884 bis 1893                | Arthur Gehlert           | DRP               | 0    |
| Reichstagswahl 1893 bis 1898                | Gottfried von Herder     | DKP               | 0    |
| Reichstagswahl 1898 bis 1904                | Emil Rosenow             | SPD               |      |
| Ersatzwahl 1904 bis 1910                    | Oswald Zimmermann        | Antisemiten (Ref) |      |
| Ersatzwahl 1910 bis 1918                    | Paul Göhre               | SPD               |      |

## Wahlen

### 1867 (Februar)
Es fand nur ein Wahlgang statt. Die Zahl der gültigen Stimmen betrug 13.118.
| Kandidat  | Partei | Stimmen | in % | Anmerkungen |
| --------- | ------ | ------- | ---- | ----------- |
| Eli Evans | F      | 7788    | 0    | 0           |

### 1867 (August)
Es fanden zwei Wahlgänge statt. Die Zahl der gültigen Stimmen betrug in der Stichwahl 7979, 53 Stimmen waren ungültig.
| Kandidat                 | Partei          | Stimmen | in % | Anmerkungen |
| ------------------------ | --------------- | ------- | ---- | ----------- |
| Georg Curt von Einsiedel | Freikonservativ | 3995    | 0    | 0           |
| Eli Evans                | F               | 3983    | 0    | 0           |

### 1871
Es fanden zwei Wahlgänge statt. 19.502 Männer waren wahlberechtigt. Die Zahl der abgegebenen Stimmen betrug im ersten Wahlgang 10.608, 67 Stimmen waren ungültig. Die Wahlbeteiligung betrug 54,8 %.
| Kandidat                 | Partei   | Stimmen | in % | Anmerkungen |
| ------------------------ | -------- | ------- | ---- | ----------- |
| Eduard Brockhaus         | NLP      | 4419    | 0    | 0           |
| Georg Curt von Einsiedel | K        | 4223    | 0    | 0           |
| Walther Schneider        | S (Eis)  | 1959    | 0    | Baurat      |
| 0                        | Sonstige | 7       | 0    | 0           |

In der Stichwahl betrug die Zahl der abgegebenen Stimmen 10.537, 63 Stimmen waren ungültig. Die Wahlbeteiligung betrug 54,5 %.
| Kandidat                 | Partei | Stimmen | in % | Anmerkungen |
| ------------------------ | ------ | ------- | ---- | ----------- |
| Eduard Brockhaus         | NLP    | 7062    | 0    | 0           |
| Georg Curt von Einsiedel | K      | 3495    | 0    | 0           |

### 1874
Es fand ein Wahlgang statt. 21.328 Männer waren wahlberechtigt. Die Zahl der abgegebenen Stimmen betrug im ersten Wahlgang 7225, 57 Stimmen waren ungültig. Die Wahlbeteiligung betrug 34,1 %.
| Kandidat           | Partei   | Stimmen | in % | Anmerkungen |
| ------------------ | -------- | ------- | ---- | ----------- |
| Eduard Brockhaus   | NLP      | 5001    | 0    | 0           |
| C.W.Tölcke         | S (Lass) | 1561    | 0    | 0           |
| Wilhelm Liebknecht | S (Eis)  | 421     | 0    | 0           |
| 0                  | Sonstige | 242     | 0    | 0           |

### 1877
Es fanden zwei Wahlgänge statt. 22.526 Männer waren wahlberechtigt. Die Zahl der abgegebenen Stimmen betrug im ersten Wahlgang 10.697, 29 Stimmen waren ungültig. Die Wahlbeteiligung betrug 47,6 %.
| Kandidat         | Partei   | Stimmen | in % | Anmerkungen              |
| ---------------- | -------- | ------- | ---- | ------------------------ |
| Philipp Wiemer   | S        | 4928    | 0    | 0                        |
| Eduard Brockhaus | NLP      | 3838    | 0    | 0                        |
| Höfer            | K        | 1991    | 0    | Gerichtsamtmann, Zöblitz |
| 0                | Sonstige | 30      | 0    | 0                        |

In der Stichwahl betrug die Zahl der abgegebenen Stimmen 14.503, 41 Stimmen waren ungültig. Die Wahlbeteiligung betrug 64,6 %.
| Kandidat         | Partei | Stimmen | in % | Anmerkungen |
| ---------------- | ------ | ------- | ---- | ----------- |
| Philipp Wiemer   | S      | 5886    | 0    | 0           |
| Eduard Brockhaus | NLP    | 8617    | 0    | 0           |

### 1878
Es fanden zwei Wahlgänge statt. 23.096 Männer waren wahlberechtigt. Die Zahl der abgegebenen Stimmen betrug im ersten Wahlgang 11.465, 41 Stimmen waren ungültig. Die Wahlbeteiligung betrug 49,8 %.
| Kandidat       | Partei   | Stimmen | in % | Anmerkungen |
| -------------- | -------- | ------- | ---- | ----------- |
| Philipp Wiemer | S        | 4725    | 0    | 0           |
| von Mangold    | K        | 3650    | 0    | 0           |
| 0              | NLP      | 3084    | 0    | 0           |
| 0              | Sonstige | 6       | 0    | 0           |

In der Stichwahl betrug die Zahl der abgegebenen Stimmen 13.215, 67 Stimmen waren ungültig. Die Wahlbeteiligung betrug 57,5 %.
| Kandidat       | Partei | Stimmen | in % | Anmerkungen |
| -------------- | ------ | ------- | ---- | ----------- |
| Philipp Wiemer | S      | 7070    | 0    | 0           |
| von Mangold    | K      | 6145    | 0    | 0           |

### 1881
Es fanden zwei Wahlgänge statt. 23.513 Männer waren wahlberechtigt. Die Zahl der abgegebenen Stimmen betrug im ersten Wahlgang 8654, 41 Stimmen waren ungültig. Die Wahlbeteiligung betrug 37,0 %.
| Kandidat         | Partei   | Stimmen | in % | Anmerkungen |
| ---------------- | -------- | ------- | ---- | ----------- |
| Schüller, jun.   | K        | 3754    | 0    | 0           |
| Albin Kutschbach | LibV     | 2729    | 0    | 0           |
| Philipp Wiemer   | S        | 2149    | 0    | 0           |
| 0                | Sonstige | 22      | 0    | 0           |

In der Stichwahl betrug die Zahl der abgegebenen Stimmen 12.045, 48 Stimmen waren ungültig. Die Wahlbeteiligung betrug 51,4 %.
| Kandidat         | Partei | Stimmen | in % | Anmerkungen |
| ---------------- | ------ | ------- | ---- | ----------- |
| Schüller, jun.   | K      | 4528    | 0    | 0           |
| Albin Kutschbach | LibV   | 7517    | 0    | 0           |

### 1884
Es fand ein Wahlgang statt. 24.072 Männer waren wahlberechtigt. Die Zahl der abgegebenen Stimmen betrug 12.384, 82 Stimmen waren ungültig. Die Wahlbeteiligung betrug 51,8 %.
| Kandidat       | Partei   | Stimmen | in % | Anmerkungen |
| -------------- | -------- | ------- | ---- | ----------- |
| Arthur Gehlert | RP       | 8718    | 0    | 0           |
| 0              | NLP      | 613     | 0    | 0           |
| 0              | S        | 3029    | 0    | 0           |
| 0              | Sonstige | 6       | 0    | 0           |

### 1887
Es fand ein Wahlgang statt. 24.551 Männer waren wahlberechtigt. Die Zahl der abgegebenen Stimmen betrug 18.348, 70 Stimmen waren ungültig. Die Wahlbeteiligung betrug 75,0 %.
| Kandidat       | Partei   | Stimmen | in % | Anmerkungen |
| -------------- | -------- | ------- | ---- | ----------- |
| Arthur Gehlert | RP       | 15.575  | 0    | 0           |
| 0              | S        | 2768    | 0    | 0           |
| 0              | Sonstige | 5       | 0    | 0           |

### 1890
Die Kartellparteien NLP und Konservative hatten sich auf den konservativen Kandidaten geeinigt. Es fand ein Wahlgang statt. 25.236 Männer waren wahlberechtigt. Die Zahl der abgegebenen Stimmen betrug 18.329, 106 Stimmen waren ungültig. Die Wahlbeteiligung betrug 72,6 %.
| Kandidat       | Partei   | Stimmen | in % | Anmerkungen         |
| -------------- | -------- | ------- | ---- | ------------------- |
| Max Langhammer | DF       | 2300    | 12,6 | 0                   |
| Arthur Gehlert | RP       | 9723    | 53,4 | 0                   |
| Theodor Sust   | SPD      | 6181    | 33,9 | Redakteur, Chemnitz |
| 0              | Sonstige | 19      | 0,1  | 0                   |

### 1893
Neben NLP und Konservativen unterstützten auch BdL und DS den konservativen Kandidaten. Es fand ein Wahlgang statt. 25.604 Männer waren wahlberechtigt. Die Zahl der abgegebenen Stimmen betrug 19.080, 102 Stimmen waren ungültig. Die Wahlbeteiligung betrug 74,5 %.
| Kandidat                 | Partei   | Stimmen | in % | Anmerkungen                     |
| ------------------------ | -------- | ------- | ---- | ------------------------------- |
| Wilhelm von Löwenthal    | FVP      | 540     | 2,9  | Dr. med., Professor, Marienberg |
| Gottfried von Herder     | K        | 10.291  | 54,2 | 0                               |
| August Friedrich Colditz | SPD      | 8133    | 42,9 | 0                               |
| 0                        | Sonstige | 3       | 0,0  | 0                               |

### 1898
Kurz vor der Wahl verließen die Antisemiten das bürgerliche Bündnis und stellten einen eigenen Kandidaten auf. Es fanden zwei Wahlgänge statt. 26.411 Männer waren wahlberechtigt. Die Zahl der abgegebenen Stimmen betrug im ersten Wahlgang 19.492, 83 Stimmen waren ungültig. Die Wahlbeteiligung betrug 73,8 %.
| Kandidat             | Partei   | Stimmen | in % | Anmerkungen |
| -------------------- | -------- | ------- | ---- | ----------- |
| Gustav Hartwig       | DSR      | 4336    | 22,3 | 0           |
| Gottfried von Herder | K        | 6066    | 31,2 | 0           |
| Emil Rosenow         | SPD      | 8999    | 46,4 | 0           |
| 0                    | Sonstige | 8       | 0,1  | 0           |

Die Zahl der abgegebenen Stimmen betrug in der Stichwahl 20.638, 214 Stimmen waren ungültig. Die Wahlbeteiligung betrug 78,1 %.
| Kandidat             | Partei | Stimmen | in % | Anmerkungen |
| -------------------- | ------ | ------- | ---- | ----------- |
| Gottfried von Herder | K      | 10.162  | 49,8 | 0           |
| Emil Rosenow         | SPD    | 10.262  | 50,2 | 0           |

### 1903
Gemäß den landesweiten Kartellvertrag hatten die Konservativen das Vorschlagsrecht. Es fand ein Wahlgang statt. 27.674 Männer waren wahlberechtigt. Die Zahl der abgegebenen Stimmen betrug 23.647, 141 Stimmen waren ungültig. Die Wahlbeteiligung betrug 85,4 %.
| Kandidat     | Partei   | Stimmen | in % | Anmerkungen                                                     |
| ------------ | -------- | ------- | ---- | --------------------------------------------------------------- |
| Hanns Jencke | RP       | 9876    | 42,0 | Dr. Geheimer Finanzrat, Direktor der Krupp-Werke a. D., Dresden |
| Emil Rosenow | SPD      | 13.616  | 57,9 | 0                                                               |
| 0            | Sonstige | 14      | 0,1  | 0                                                               |

### Ersatzwahl 1904

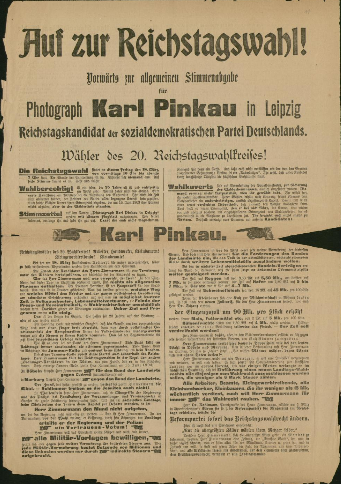
Wahlzettel der SPD

Nach dem Tod von Emil Rosenow erfolgte eine Ersatzwahl. Die Kandidatenfindung im bürgerlichen Lager erwies sich als kompliziert. Zunächst schied die NLP aus dem Bündnis aus und nominierten einen eigenen Kandidaten. Wenige Wochen vor der Wahl zogen sie diesen wieder zurück und unterstützen den konservativen Kandidaten. Nun schied aber der DR aus und nominierte einen eigenen Kandidaten. Der BdL konnte sich zwischen den beiden Kandidaten nicht entscheiden und gab die Wahl frei. Auch die SPD tat sich mit der Kandidatenfindung schwer. Der lokale Wahlverein wollte Paul Göhre aufstellen. Da dieser wegen dessen Auseinandersetzung mit August Bebel aber in der Partei in Ungnade gefallen war, setzte die Reichsleitung der SPD durch Karl Pinkau als Kandidaten zu benennen. Es fanden zwei Wahlgänge statt. Die Zahl der abgegebenen Stimmen betrug am 18. März 1904 im ersten Wahlgang 20.668, 60 Stimmen waren ungültig.
| Kandidat          | Partei   | Stimmen | in %  | Anmerkungen |
| ----------------- | -------- | ------- | ----- | ----------- |
| Oswald Zimmermann | DR       | 5998    | 29,1  | 0           |
| Oskar Schanz      | K        | 4325    | 21,20 | 0           |
| Karl Pinkau       | SPD      | 10.277  | 49,9  | 0           |
| 0                 | Sonstige | 8       | 0,0   | 0           |

Bereits im Wahlkampf der Hauptwahl hatten die bürgerlichen Parteien darauf geachtet, keine Schärfen aufkommen zu lassen. Dies ermöglichte es, das alle bürgerlichen Parteien in der Stichwahl hinter Zimmermann standen. Die Zahl der abgegebenen Stimmen betrug in der Stichwahl 23.021, 82 Stimmen waren ungültig.
| Kandidat          | Partei | Stimmen | in % | Anmerkungen |
| ----------------- | ------ | ------- | ---- | ----------- |
| Oswald Zimmermann | DR     | 11.957  | 52,1 | 0           |
| Karl Pinkau       | SPD    | 10.982  | 47,9 | 0           |

### 1907
Konservative und NLP riefen zur Wahl von Zimmermann auf. Es fand ein Wahlgang statt. 28.376 Männer waren wahlberechtigt. Die Zahl der abgegebenen Stimmen betrug 26.152, 119 Stimmen waren ungültig. Die Wahlbeteiligung betrug 92,2 %.
| Kandidat          | Partei   | Stimmen | in % | Anmerkungen |
| ----------------- | -------- | ------- | ---- | ----------- |
| Oswald Zimmermann | DR       | 14.732  | 56,6 | 0           |
| Paul Göhre        | SPD      | 11.281  | 43,3 | 0           |
| 0                 | Sonstige | 20      | 0,1  | 0           |

### Ersatzwahl 1910
Nach dem Tod von Oswald Zimmermann wurde eine Ersatzwahl notwendig. Die NLP überließ der FVP die Kandidatur und erhielt im Gegenzug die Zusage bei den Wahlen 1912 im Reichstagswahlkreis Königreich Sachsen 21 die Unterstützung der FVP für den Kandidaten der NLP Stresemann zu erhalten. Die rechten Parteien unterstützen Fritzsche. Es fand ein Wahlgang statt. Die Zahl der abgegebenen Stimmen betrug 24.323, 144 Stimmen waren ungültig. Die Wahlbeteiligung betrug 83,3 %.
| Kandidat       | Partei   | Stimmen | in % | Anmerkungen              |
| -------------- | -------- | ------- | ---- | ------------------------ |
| Curt Fritzsche | DR       | 4641    | 19,2 | Obstgutbesitzer, Dresden |
| Alfred Brodauf | FVP      | 4706    | 19,5 | 0                        |
| Paul Göhre     | SPD      | 14.831  | 61,3 | 0                        |
| 0              | Sonstige | 1       | 0,0  | 0                        |

### 1912
Gemäß dem Wahlkreisabkommen der Ersatzwahl unterstützte die NLP erneut Brodauf als gesamtliberalen Kandidaten. Es fand ein Wahlgang statt. 29.597 Männer waren wahlberechtigt. Die Zahl der abgegebenen Stimmen betrug 25.481, 152 Stimmen waren ungültig. Die Wahlbeteiligung betrug 86,1 %.
| Kandidat       | Partei   | Stimmen | in % | Anmerkungen                   |
| -------------- | -------- | ------- | ---- | ----------------------------- |
| Alfred Brodauf | FoVP     | 6396    | 25,3 | 0                             |
| Otto Mangler   | K        | 4710    | 18,6 | Dr. Landgerichtsrat, Freiberg |
| Paul Göhre     | SPD      | 14.219  | 56,1 | 0                             |
| 0              | Sonstige | 4       | 0,0  | 0                             |